# 中喙龍屬
中喙龍屬（學名：Mesorhinosuchus）是已滅絕植龍目的一屬，生存於三疊紀的德國。模式種是M. fraasi。目前的狀態可能是個疑名，而且有可能是古喙龍的異名。